# Колюча зброя
Колюча зброя — холодна зброя, технологія нанесення ушкоджень якою зводиться переважно до точкових ударів.
До колючої зброї належать: списи, піки, стилети і ряд інших.
Рани, нанесені колючою зброєю, вкрай небезпечні для життя і погано піддаються лікуванню.